# X-treme Close-Up
X-treme Close Up nabízí historii, fakta a příběhy o skupině Kiss až do roku 1992. Video obsahuje koncertní záběry, videa a rozhovory z počátků skupiny v sedmdesátých letech od Wicked Lester až do let devadesátých.

## Seznam skladeb
| Pořadí | Název                                | Autor                                | Délka |
| ------ | ------------------------------------ | ------------------------------------ | ----- |
| 1.     | Unholy (Video)                       | Gene Simmons / Vinnie Vincent        |       |
| 2.     | Sure Know Something (Video)          | Paul Stanley / Poncia                |       |
| 3.     | Watching You (Live 1975)             | Simmons                              |       |
| 4.     | Black Diamond (Live 1976)            | Stanley                              |       |
| 5.     | Cold Gin (Live 1976)                 | Ace Frehley                          |       |
| 6.     | Deuce (Live 1976)                    | Simmons                              |       |
| 7.     | 100,000 Years (Live, 1976)           | Stanley / Simmons                    |       |
| 8.     | Let Me Go, Rock ‘n’ Roll (Live 1976) | Stanley / Simmons                    |       |
| 9.     | Beth (Live 1977)                     | Peter Criss / Penridge / Bob Ezrin   |       |
| 10.    | God of Thunder (Live 1978)           | Stanley                              |       |
| 11.    | Black Diamond (Live 1978)            | Stanley                              |       |
| 12.    | Love ‘Em, Leave ‘Em (Video)          | Simmons                              |       |
| 13.    | Hard Luck Woman (Video)              | Stanley                              |       |
| 14.    | I Stole Your Love (Live 1978)        | Stanley                              |       |
| 15.    | I Was Made For Lovin’ You (Video)    | Stanley / Poncia / Child             |       |
| 16.    | A World Without Heroes (Video)       | Stanley / Simmons / Ezrin / Lou Reed |       |
| 17.    | Calling Dr. Love (Live 1983)         | Simmons                              |       |
| 18.    | War Machine (Live 1983)              | Simmons / Bryan Adams / Vallance     |       |
| 19.    | Lick it Up (Video)                   | Stanley / Vincent                    |       |
| 20.    | Let’s Put the ‘X’ in Sex (Video)     | Stanley / Child                      |       |
| 21.    | Rise to It (Video)                   | Stanley / Halligan                   |       |
| 22.    | Hide Your Heart (Video)              | Stanley / Child / Knight             |       |
| 23.    | Forever (Video)                      | Stanley / Michael Bolton             |       |
| 24.    | I Just Wanna (Video)                 | Stanley / Vincent                    |       |

## Obsazení
- Paul Stanley – kytara, zpěv
- Gene Simmons – basová kytara, zpěv
- Eric Singer – bicí, zpěv
- Bruce Kulick – sólová kytara, zpěv